# Thea Louise Stjernesund
Thea Louise Stjernesund, norveška alpska smučarka, * 24. november 1996

## Kariera
V svetovnem pokalu v alpskem smučanju je debitirala oktobra 2018 v Söldnu, kjer je z 9. mestom zbrala tudi svoje prve točke v svetovnem pokalu. 13. novembra 2021 je v Lechu na paralelni tekmi prvič stala na stopničkah, kjer je osvojila drugo mesto.
Debitirala je na zimskih olimpijskih igrah 2022 v Pekingu, kjer je bila 6. v veleslalomu in 15. v slalomu.

### Rezultati svetovnega pokala
| Sezona | Starost | Skupni seštevek | Slalom | Veleslalom | Superveleslalom | Smuk | Alpska kombinacija | Paralelna tekma |
| ------ | ------- | --------------- | ------ | ---------- | --------------- | ---- | ------------------ | --------------- |
| 2019   | 22      | 49.             | 52.    | 13.        | —               | —    | —                  | —               |
| 2020   | 23      | 44.             | 27.    | 24.        | —               | —    | —                  | 14.             |
| 2021   | 24      | 46.             | 19.    | —          | —               | —    | —                  | 6.              |

### Stopničke
| Sezona | Datum             | Kraj           | Disciplina      | Mesto |
| ------ | ----------------- | -------------- | --------------- | ----- |
| 2022   | 13. november 2021 | Lech, Avstrija | Paralelna tekma | 2.    |

### Rezultati svetovnega prvenstva
| Leto | Starost | Slalom | Veleslalom | Superveleslalom | Smuk | Alpska kombinacija | Ekipna tekma |
| ---- | ------- | ------ | ---------- | --------------- | ---- | ------------------ | ------------ |
| 2019 | 22      | —      | 18         | —               | —    | —                  | 5            |
| 2021 | 24      | —      | —          | —               | —    | —                  | 1            |